# Ukraińska Formuła 1600
Ukraińska Formuła 1600 – cykl wyścigów samochodów o pojemności silnika do 1,6 litra, organizowany w ramach mistrzostw Ukrainy w latach 1994–2013.

## Mistrzowie
| Sezon | Mistrz                         | Samochód                       |
| ----- | ------------------------------ | ------------------------------ |
| 1994  | Ołeksandr Miedwiedczenko       |                                |
| 1995  | Ołeksandr Miedwiedczenko       |                                |
| 1996  | Ołeksandr Miedwiedczenko       |                                |
| 1997  | Aleksandr Armand               |                                |
| 1998  | Ołeksandr Miedwiedczenko       |                                |
| 1999  | Ołeksij Warawin                |                                |
| 2000  | Ołeksandr Kołodiażnyj          | Estonia 21                     |
| 2001  | Ołeksij Warawin                |                                |
| 2002  | mistrzostw nie rozgrywano      | mistrzostw nie rozgrywano      |
| 2003  | Aleksandr Armand               | Estonia 21                     |
| 2004  | mistrzostw nie rozgrywano      | mistrzostw nie rozgrywano      |
| 2005  | Ołeksij Warawin                | Estonia 25                     |
| 2006  | Ołeksij Warawin                | Estonia 25                     |
| 2007  | Ołeksij Warawin                | Estonia 25                     |
| 2008  | Ołeksij Warawin                | Estonia 25                     |
| 2009  | Anton Andruszenko              | Dallara F397                   |
| 2010  | Ołeksandr Kondratjuk           | Dallara F393                   |
| 2011  | jako Ukraińska Formuła 3 Light | jako Ukraińska Formuła 3 Light |
| 2012  | mistrzostw nie rozgrywano      | mistrzostw nie rozgrywano      |
| 2013  | Ołeksandr Łewynski             | Dallara F395                   |